# Допунски парламентарни избори у Краљевини Србији 31. маја 1882.
28. маја изашао јe указ којим јe одређен избор посланика за непопуњена места на дан 31. маја, дакле после три дана. Сви искључени посланици, и на томе накнадном избору, били су поново изабрани. Сматрајући пак да већ једном „искључени" посланици не могу бити поново ни бирани ни изабрани Народна скупштина, на основу предлога верификационог одбора, одлучила јe да сe гласови који су дати за те посланике пониште као неважећи, a да сe за изабране посланике имају сматрати они посланички кандидати који су, после искључених посланика, добили највећи број гласова. У девет срезова, није уопште било других посланичких кандидата, или их јe било, али нису добили ни један глас, a како су пуномоћства бирачких одбора била већ предата искљученим посланицима који су сe налазили y Београду, овако проглашеним посланицима дале су пуномоћства управне власти. Искључени посланици били су удаљени из Београда, a њихова места заузели су људи који су до мандата дошли поменутим решењем скупштинског пленума. Како јe међу овим лицима било и такових који су до мандата дошли само са два гласа која су на изборима за њих пала, опозициона штампа назвала их јe „двогласцима".